# Replikator (Star Trek)
En replikator är i det fiktiva Star Trek-universumet en maskin som används för att skapa och återvinna föremål. Från början användes de mest för att skapa mat, men i senare TV-serier har de också andra användningsområden. En replikator skapar föremål genom att sammanställa molekyler från maskinens molekyllager enligt instruktioner lagrade i maskinen. På samma sätt kan den sönderdela oönskade föremål till molekyler som sedan kan återanvändas i skapandet av nya föremål.
2005 spreds uppgiften att fysikern Neil Gershenfeld på Massachusetts Institute of Technologys Center for Bits and Atoms planerar att i verkligheten skapa liknande maskiner, kallade "fabricators" ("tillverkare"), med hjälp av nanoteknik. En uppskattning är att sådana maskiner kan vara allmänt tillgängliga om kanske 20 år.